# Curling na Zimních olympijských hrách 2002
Curling na olympiádě v Salt Lake City 2002 byl na programu od 11. do 18. února v Ogdenu ve státě Utah.

## Medailové pořadí zemí
| Pořadí | Země                 | Zlato | Stříbro | Bronz | Celkově |
| ------ | -------------------- | ----- | ------- | ----- | ------- |
| 1.     | Velká Británie (GBR) | 1     | 0       | 0     | 1       |
| 1.     | Norsko (NOR)         | 1     | 0       | 0     | 1       |
| 3.     | Kanada (CAN)         | 0     | 1       | 1     | 2       |
| 3.     | Švýcarsko (SUI)      | 0     | 1       | 1     | 2       |
|        | Celkem               | 2     | 2       | 2     | 6       |

## Medailisté

### Muži
| Disciplína  | Zlato                                                                                           | Stříbro                                                                                   | Bronz |
| ----------- | ----------------------------------------------------------------------------------------------- | ----------------------------------------------------------------------------------------- | --- |
| turnaj muži | Norsko (NOR) · Flemming Davanger · Torger Nergård · Bent Ramsfjell · Pål Trulsen · Lars Vågberg | Kanada (CAN) · Don Bartlett · Kevin Martin · Carter Rycroft · Ken Tralnberg · Don Walchuk | Švýcarsko (SUI) · Markus Eggler · Damian Grichting · Marco Ramstein · Andreas Schwaller · Christof Schwaller |

### Ženy
| Disciplína  | Zlato | Stříbro | Bronz |
| ----------- | --- | --- | --- |
| turnaj ženy | Velká Británie (GBR) · Deborah Knoxová · Fiona MacDonaldová · Rhona Martinová · Margaret Mortonová · Janice Rankinová | Švýcarsko (SUI) · Laurence Bidaudová · Luzia Ebnötherová · Tanya Freiová · Mirjam Ottová · Nadia Röthlisbergerová | Kanada (CAN) · Kelley Lawová · Diane Dezuraová · Cheryl Nobleová · Julie Skinnerová · Georgina Wheatcroftová |